# Visby/Roma HK
Visby Roma Hockey är en ishockeyklubb från Visby på Gotland i Sverige. Föreningen bildades 2001 genom en sammanslagning av de gotländska klubbarna Roma IF och Visby AIK. Sedan säsongen 2008/2009 återfinns klubben i Sveriges tredje högsta serie, Hockeyettan, där man spelar i Östra serien. Klubben spelar sina hemmamatcher i Visby ishall som rymmer 2000 åskådare.

## Senaste säsonger
| Säsong    | Division          | Placering | Vårserie              | Kval/Playoff                                                                         |
| --------- | ----------------- | --------- | --------------------- | ------------------------------------------------------------------------------------ |
| 2008/2009 | Division 1D       | 4         | 4:a i Allettan Mellan |                                                                                      |
| 2009/2010 | Division 1D       | 9         | 1:a i vårserien       | Playoff: Utslagna av Nyköping                                                        |
| 2010/2011 | Division 1D       | 3         | 2:a i Allettan Mellan | Playoff: Utslagna av Karlskrona                                                      |
| 2011/2012 | Division 1D       | 3         | 5:a i Allettan Mellan |                                                                                      |
| 2012/2013 | Division 1D       | 1         | 1:a i Allettan Mellan | Playoff: Utslagna av Huddinge                                                        |
| 2013/2014 | Division 1D       | 2         | 2:a i Allettan Mellan | Playoff: Besegrar Huddinge, utslagna av Vita Hästen                                  |
| 2014/2015 | Hockeyettan Östra | 2         | 8:a i Allettan Norra  |                                                                                      |
| 2015/2016 | Hockeyettan Östra | 2         | 5:a i Allettan Södra  | Playoff: Besegrar Åker/Strängnäs och Tranås, utslagna av Troja                       |
| 2016/2017 | Hockeyettan Östra | 2         | 2:a i Allettan Norra  | Playoff: Besegrar Kallinge-Ronneby och Piteå 6:a i kvalserien till Hockeyallsvenskan |
| 2017/2018 | Hockeyettan Östra | 3         | 8:a i Allettan Södra  | Playoff: Besegrar Dalen och Vimmerby; utslagna av Huddinge                           |
| 2018/2019 | Hockeyettan Östra | 4         | 7:a i Allettan Södra  | Playoff: Besegrar Mariestad, utslagna av Tranås                                      |
| 2019/2020 | Hockeyettan Östra | 2         | 8:a i Allettan Södra  | Playoff: Besegrar Lindlöven och Borlänge, sedan inställt                             |
| 2020/2021 | Hockeyettan Östra | 3         | 8:a i Allettan Södra  | Slutspel: Besegrar Halmstad och Forshaga, utslagna av Nybro                          |
| 2021/2022 | Hockeyettan Östra | 6         | 1:a i Vårettan Södra  | Slutspel: Utslagna av Borlänge                                                       |
| 2022/2023 | Hockeyettan Östra | 2         | 6:a I Allettan Södra  | Slutspel: Utslagna av Karlskrona                                                     |
| 2023/2024 | Hockeyettan Östra | 4         | 8:a I Allettan Södra  | Slutspel: Utslagna av Karlskrona                                                     |
| 2024/2025 | Hockeyettan Östra | 1         | 3:a i Allettan        | Slutspel: Besegrade Borås och Mariestad, åkte ur mot Troja-Ljungby                   |